# Saison 2019-2020 du Paris Saint-Germain
Maillots
Chronologie
Saison précédente Saison suivante
La saison 2019-2020 du Paris Saint-Germain est la 50e saison de son histoire et la 46e saison d'affilée en première division. Cette saison est exceptionnelle en raison de la pandémie de Covid-19 qui a entraîné le 13 mars la suspension des compétitions de football.
Le championnat de France est arrêté à la 28e des 38 journées prévues. Le PSG, alors premier du classement, est sacré champion de France lorsque son arrêt définitif est officialisé, le 30 avril 2020.
La coupe de la Ligue et la coupe de France, par contre, sont menées à leur terme après le déconfinement et sont toutes deux remportées par le PSG à la fin du mois de juillet, permettant au club de la capitale de réaliser un quatrième quadruplé national après ceux de 2015, 2016 et 2018.
La Ligue des champions se poursuit également mais sous la forme d'un Final 8 en août 2020 à Lisbonne. Le PSG atteint la finale de la compétition pour la première fois de son histoire mais s'incline sur le score de 0-1 face au Bayern Munich.Cette année là le PSG a fait sa meilleure performance en Ligue des champions de l’UEFA.

## Résumé de la saison
Le 14 juin 2019 marque le retour de Leonardo en tant que directeur sportif, poste qu'il avait quitté 6 ans auparavant. Le Brésilien remplace le Portugais Antero Henrique, arrivé au club en juin 2017.
Le premier objectif du mercato estival 2019 est de se renforcer quantitativement. C'est dans cette optique que le PSG enregistre les arrivées de Mitchel Bakker, Pablo Sarabia, Ander Herrera, Marcin Bułka, Abdou Diallo et Idrissa Gueye. Dans les dernières heures du mercato, le PSG frappe plusieurs grands coups en faisant venir en prêt avec option d'achat l'attaquant argentin Mauro Icardi, ainsi que les gardiens Sergio Rico (lui aussi en prêt) et Keylor Navas, triple vainqueur de la Ligue des Champions avec le Real Madrid. Alphonse Areola fait le chemin inverse pour une saison en prêt. Daniel Alves, Gianluigi Buffon et Adrien Rabiot, tous trois en fin de contrat, quittent le club, de même que Grzegorz Krychowiak, Giovani Lo Celso et Kevin Trapp, qui sont définitivement cédés.
La saison 2019-2020 commence positivement, le PSG remporte le Trophée des champions 2019 (victoire 2-1 face à Rennes), prend la tête du championnat dès la fin du mois d'août et démarre son parcours en Ligue des champions par une victoire convaincante 3-0 à domicile contre le Real Madrid. La première partie de saison est satisfaisante sur le plan comptable que ce soit en Ligue 1 (15 victoires malgré les 3 défaites) ou en phase de groupes de la Ligue des champions avec 16 points au compteur (il s'agit du meilleur bilan sous l'ère QSI) pour 5 victoires et un nul 2-2 à Madrid.
La deuxième partie de saison reprend sur la même lancée, le club se qualifie pour les finales des deux coupes nationales. La défaite 2-1 au match aller des huitièmes de finale de Ligue des champions face au Borussia Dortmund n'empêche pas les joueurs parisiens de se qualifier pour le tour suivant grâce à une victoire 2-0 dans un Parc des Princes à huis clos à cause de la pandémie de coronavirus de 2020. À la suite de ce match, la saison de football est suspendue pour une durée indéterminée. Finalement, le 30 avril 2020, le Championnat de France 2019/2020 est définitivement arrêté à la 28e journée et le PSG est officiellement déclaré champion de France pour la neuvième fois de son histoire. Cette interruption forcée est marquée par le départ de plusieurs joueurs arrivés en fin de contrat le 30 juin 2020 et ne souhaitant pas rester plus longtemps au PSG, il s'agit des aspirants Tanguy Kouassi et Adil Aouchiche et des professionnels Thomas Meunier et Edinson Cavani, meilleur buteur de l'histoire du club. Eric Maxim Choupo-Moting et le capitaine Thiago Silva, eux aussi dans la même situation au 30 juin, décident d'accepter la proposition du club de prolonger leur contrat de 2 mois afin de disputer les derniers matchs de la saison. Le prêt de Sergio Rico est, lui aussi, prolongé de 2 mois et l'option d'achat de Mauro Icardi est levée pour 50 millions d'euros.

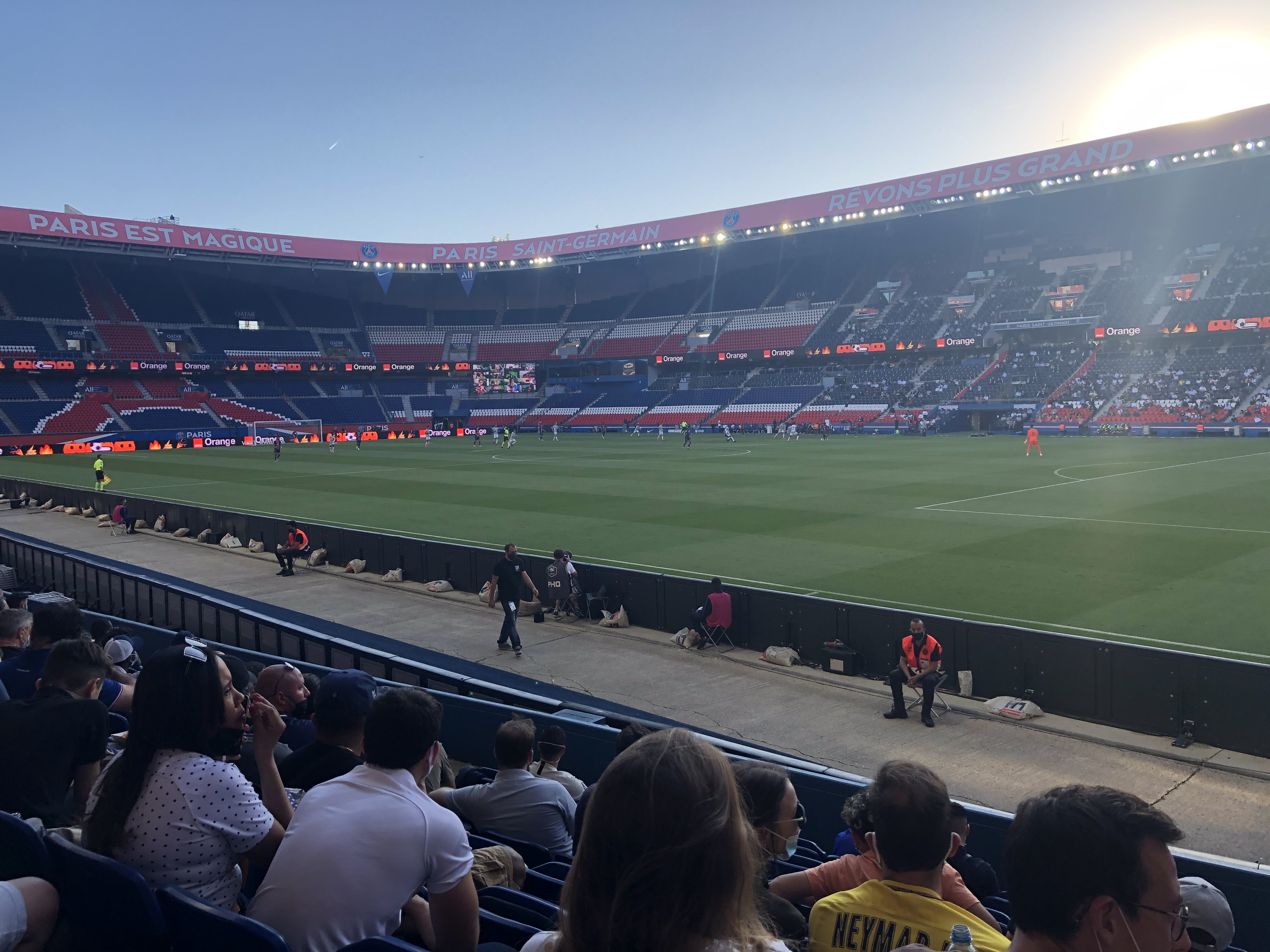
Paris face au Celtic lors de la pré-saison 2020, devant un public jaugé dû au Covid-19.

Après plusieurs matchs amicaux, joués en guise de préparation, la saison reprend officiellement le 24 juillet 2020 avec la finale de la Coupe de France face à l'AS Saint-Étienne. Le PSG remporte ce match sur la plus petite des marges (1-0). Les Parisiens enchaînent ensuite une semaine plus tard avec la finale de la dernière Coupe de la Ligue de l'histoire face à l'Olympique lyonnais (victoire 6 à 5 aux tirs au but après un match nul 0-0) et un quatrième quadruplé national après ceux de 2015, 2016 et 2018. Le mois d'août voit le retour de la Ligue des champions sous la forme inédite d'un Final 8. Pour la suite de la compétition, tous les matchs à partir des quarts de finale se jouent sur terrain neutre à huis-clos à Lisbonne et chaque tour se joue sur un match sec (au lieu des traditionnels aller-retour). Le 12 août 2020, le PSG se qualifie pour les demi-finales aux dépens de l'Atalanta Bergame en mettant deux buts d'affilée dans les toutes dernières minutes (90e et 90+3e) après avoir été mené 1-0 une grande partie du match. C'est une grande première depuis 1995. Le 18 août 2020, le Paris Saint-Germain se qualifie pour la première finale de Ligue des Champions de son histoire au terme d'un match maîtrisé du début à la fin par les Parisiens face au RB Leipzig (victoire nette 3-0). Le club de la capitale retrouve le Bayern Munich en finale cinq jours plus tard, mais s'incline cette fois-ci sur la plus petite des marges (but de Kingsley Coman - ancien joueur parisien formé au club - à la 59e min) après un match longtemps équilibré.

## Préparation d'avant-saison
La saison 2019-2020 du Paris Saint-Germain débute officiellement le lundi 8 juillet 2019 avec la reprise de l'entraînement au Camp des Loges.

## Transferts

### Transferts estivaux
| Nom                     | Nationalité | Poste     | Transfert                         | Provenance/Destination | Division                |
| ----------------------- | ----------- | --------- | --------------------------------- | ---------------------- | ----------------------- |
| Arrivées                |             |           |                                   |                        |                         |
| Abdou Diallo            | France      | Défenseur | Transfert (32+2 millions d'euros) | Borussia Dortmund      | Bundesliga              |
| Idrissa Gueye           | Sénégal     | Milieu    | Transfert (30+2 millions d'euros) | Everton FC             | Premier League          |
| Pablo Sarabia           | Espagne     | Milieu    | Transfert (20 millions d'euros)   | Séville FC             | La Liga                 |
| Keylor Navas            | Costa Rica  | Gardien   | Transfert (15 millions d'euros)   | Real Madrid            | La Liga                 |
| Mitchel Bakker          | Pays-Bas    | Défenseur | Fin de contrat (libre)            | Ajax Amsterdam         | Eredivisie              |
| Marcin Bułka            | Pologne     | Gardien   | Fin de contrat (libre)            | Chelsea FC             | Premier League          |
| Ander Herrera           | Espagne     | Milieu    | Fin de contrat (libre)            | Manchester United      | Premier League          |
| Xavi Simons             | Pays-Bas    | Milieu    | Fin de contrat (libre)            | FC Barcelone -17 ans   | -                       |
| Mauro Icardi            | Argentine   | Attaquant | Prêt                              | Inter Milan            | Serie A                 |
| Sergio Rico             | Espagne     | Gardien   | Prêt                              | Séville FC             | La Liga                 |
| Rémy Descamps           | France      | Gardien   | Retour de prêt                    | Clermont Foot          | Ligue 2                 |
| Samuel Essende          | France      | Attaquant | Retour de prêt                    | KAS Eupen              | Division 1A             |
| Jesé                    | Espagne     | Attaquant | Retour de prêt                    | Real Betis             | La Liga                 |
| Grzegorz Krychowiak     | Pologne     | Milieu    | Retour de prêt                    | Lokomotiv Moscou       | Première Ligue russe    |
| Giovani Lo Celso        | Argentine   | Milieu    | Retour de prêt                    | Real Betis             | La Liga                 |
| Kévin Rimane            | France      | Défenseur | Retour de prêt                    | NK Istra 1961          | Prva Liga               |
| Gaëtan Robail           | France      | Attaquant | Retour de prêt                    | Valenciennes FC        | Ligue 2                 |
| Kevin Trapp             | Allemagne   | Gardien   | Retour de prêt                    | Eintracht Francfort    | Bundesliga              |
| Timothy Weah            | États-Unis  | Attaquant | Retour de prêt                    | Celtic FC              | Scottish Premiership    |
| Arnaud Kalimuendo       | France      | Attaquant | Premier contrat professionnel     | PSG -19 ans            | National U19            |
| Arnaud Luzayadio        | France      | Défenseur | Premier contrat professionnel     | PSG B                  | National 2              |
| Départs                 |             |           |                                   |                        |                         |
| Giovani Lo Celso        | Argentine   | Milieu    | Transfert (22 millions d'euros)   | Real Betis             | La Liga                 |
| Moussa Diaby            | France      | Attaquant | Transfert (15 millions d'euros)   | Bayer Leverkusen       | Bundesliga              |
| Christopher Nkunku      | France      | Milieu    | Transfert (13+2 millions d'euros) | RB Leipzig             | Bundesliga              |
| Stanley Nsoki           | France      | Défenseur | Transfert (12,5 millions d'euros) | OGC Nice               | Ligue 1                 |
| Grzegorz Krychowiak     | Pologne     | Milieu    | Transfert (12 millions d'euros),  | Lokomotiv Moscou       | Première Ligue russe    |
| Timothy Weah            | États-Unis  | Attaquant | Transfert (10 millions d'euros),  | Lille OSC              | Ligue 1                 |
| Arthur Zagre            | France      | Défenseur | Transfert (10 millions d'euros)   | AS Monaco              | Ligue 1                 |
| Kevin Trapp             | Allemagne   | Gardien   | Transfert (7 millions d'euros)    | Eintracht Francfort    | Bundesliga              |
| Metehan Güçlü           | Turquie     | Attaquant | Transfert (1,5 million d'euros)   | Stade rennais          | Ligue 1                 |
| Gaëtan Robail           | France      | Attaquant | Transfert (1 million d'euros)     | RC Lens                | Ligue 2                 |
| Ruben Providence        | France      | Attaquant | Transfert (500 mille euros)       | AS Rome                | Serie A                 |
| Rémy Descamps           | France      | Gardien   | Transfert (400 mille euros)       | Sporting de Charleroi  | Division 1A             |
| Azzeddine Toufiqui      | France      | Milieu    | Transfert (250 mille euros)       | SM Caen                | Ligue 2                 |
| Samuel Essende          | France      | Attaquant | Transfert gratuit                 | US Avranches           | National                |
| Alec Georgen            | France      | Défenseur | Transfert gratuit                 | US Avranches           | National                |
| Arnaud Luzayadio        | France      | Défenseur | Transfert gratuit                 | US Orléans             | Ligue 2                 |
| Idriss Mzaouiyani       | France      | Milieu    | Transfert gratuit                 | Al-Aïn Club            | Arab Gulf League        |
| Virgiliu Postolachi     | France      | Attaquant | Transfert gratuit                 | Lille OSC              | Ligue 1                 |
| Kévin Rimane            | France      | Défenseur | Transfert gratuit                 | FC Hermannstadt        | Liga I                  |
| Abdallah Yaisien        | France      | Milieu    | Transfert gratuit                 | Arab Contractors SC    | Egyptian Premier League |
| Sébastien Cibois        | France      | Gardien   | Rupture de contrat                | Stade brestois 29      | Ligue 1                 |
| Alphonse Areola         | France      | Gardien   | Prêt payant (2 millions d'euros)  | Real Madrid            | La Liga                 |
| Eric Junior Dina-Ebimbe | France      | Milieu    | Prêt                              | Le Havre AC            | Ligue 2                 |
| Isaac Hemans            | Ghana       | Défenseur | Prêt                              | SO Cholet              | National                |
| Jesé                    | Espagne     | Attaquant | Prêt                              | Sporting CP            | Primeira Liga           |
| Dani Alves              | Brésil      | Défenseur | Fin de contrat                    | São Paulo FC           | Brasileirão             |
| Gianluigi Buffon        | Italie      | Gardien   | Fin de contrat                    | Juventus FC            | Serie A                 |
| Nathan Epaillard        | France      | Milieu    | Fin de contrat                    | -                      | -                       |
| Abdoulaye Konaté        | France      | Milieu    | Fin de contrat                    | -                      | -                       |
| Levi Opdam              | Pays-Bas    | Défenseur | Fin de contrat                    | TOP Oss                | Eerste Divisie          |
| Adrien Rabiot           | France      | Milieu    | Fin de contrat                    | Juventus FC            | Serie A                 |

### Transferts hivernaux
| Nom            | Nationalité | Poste     | Transfert | Provenance/Destination | Division    |
| -------------- | ----------- | --------- | --------- | ---------------------- | ----------- |
| Départs        |             |           |           |                        |             |
| Moussa Sissako | France      | Défenseur | Prêt      | Standard de Liège      | Division 1A |

### Prolongations de contrats
Au regard des événements inédits engendrés par la crise du Covid-19, le Paris Saint-Germain a décidé de proposer des prolongations de deux mois à ses joueurs en fin de contrat , leur permettant ainsi de jouer pour le club parisien jusqu'à la fin du mois d'août 2020 et de disputer les finales de Coupe de France et de Coupe de la Ligue, ainsi que la fin de l'édition 2019-2020 de la Ligue des Champions. Dans cette perspective, Thiago Silva, Eric Maxim Choupo-Moting et Sergio Rico ont signé des prolongations de contrat. Thomas Meunier et Edinson Cavani ont décidé de quitter le club à la fin du mois de juin 2020.
Le 29 juin 2020, le club du Paris Saint-Germain annonce la prolongation de contrat de son défenseur gauche Layvin Kurzawa jusqu'en 2024. Il est imité par son coéquipier Presnel Kimpembe le 11 juillet 2020, le champion du monde est alors lié avec les Rouge et Bleu jusqu'en 2024 également.

## Compétitions
| Championnat de France | Ligue des champions | Coupe de France                           | Coupe de la Ligue                                   | Trophée des champions                 |
| --------------------- | ------------------- | ----------------------------------------- | --------------------------------------------------- | ------------------------------------- |
| Vainqueur 68 points   | Finaliste           | Vainqueur face à l'AS Saint-Étienne (1-0) | Vainqueur face à l'Olympique lyonnais (0-0, 6-5tab) | Vainqueur face au Stade rennais (2-1) |
| 22 V 2 N 3 D          | 8 V 1 N 1 D         | 6 V 0 N 0 D                               | 3 V 1 N 0 D                                         | 1 V 0 N 0 D                           |
| TOTAL : 40 V 4 N 4 D  |                     |                                           |                                                     |                                       |

### Championnat
La Ligue 1 2019-2020 est la quatre-vingt-deuxième édition du championnat de France de football et la dix-huitième sous l'appellation « Ligue 1 ». La division oppose vingt clubs en une série de trente-huit rencontres. Les meilleurs de ce championnat se qualifient pour les coupes d'Europe que sont la Ligue des Champions (le podium) et la Ligue Europa (le quatrième et les vainqueurs des coupes nationales). Le Paris Saint-Germain participe à cette compétition pour la quarante-septième fois de son histoire et la quarante-sixième fois de suite depuis la saison 1974-1975, ce qui constitue un record au niveau national.

#### Journées 16 à 19
Extrait du classement de Ligue 1 2019-2020 à la trêve hivernale
| Rang | Équipe                 | Pts | J  | G  | N | P | Bp | Bc | Diff |
| ---- | ---------------------- | --- | -- | -- | - | - | -- | -- | ---- |
| 1    | Paris Saint-Germain    | 45  | 18 | 15 | 0 | 3 | 43 | 10 | +33  |
| 2    | Olympique de Marseille | 38  | 19 | 11 | 5 | 3 | 29 | 21 | +8   |
| 3    | Stade rennais          | 33  | 18 | 10 | 3 | 5 | 24 | 17 | +7   |
| 4    | Lille OSC              | 31  | 19 | 9  | 4 | 6 | 24 | 21 | +3   |
| 5    | FC Nantes              | 29  | 19 | 9  | 2 | 8 | 17 | 18 | -1   |

#### Classement
| Rang | Équipe                      | Pts | J  | G  | N  | P  | Bp | Bc | Diff | Qualification ou relégation                                             |
| ---- | --------------------------- | --- | -- | -- | -- | -- | -- | -- | ---- | ----------------------------------------------------------------------- |
| 1    | Paris Saint-Germain T S C L | 68  | 27 | 22 | 2  | 3  | 75 | 24 | +51  | Qualification pour la phase de groupes de la Ligue des champions        |
| 2    | Olympique de Marseille      | 56  | 28 | 16 | 8  | 4  | 41 | 29 | +12  | Qualification pour la phase de groupes de la Ligue des champions        |
| 3    | Stade rennais FC            | 50  | 28 | 15 | 5  | 8  | 38 | 24 | +14  | Qualification pour la phase de groupes de la Ligue des champions        |
| 4    | LOSC Lille                  | 49  | 28 | 15 | 4  | 9  | 35 | 27 | +8   | Qualification pour la phase de groupes de la Ligue Europa               |
| 5    | OGC Nice                    | 41  | 28 | 11 | 8  | 9  | 41 | 38 | +3   | Qualification pour la phase de groupes de la Ligue Europa               |
| 6    | Stade de Reims              | 41  | 28 | 10 | 11 | 7  | 26 | 21 | +5   | Qualification pour le deuxième tour de qualification de la Ligue Europa |
| 7    | Olympique lyonnais          | 40  | 28 | 11 | 7  | 10 | 42 | 27 | +15  |                                                                         |

#### Évolution du classement et des résultats
| Rang     | 2 | 8 | 3 | 1 | 1 | 1 | 1 | 1 | 1 | 1 | 1 | 1 | 1 | 1 | 1 | 1 | 1 | 1 | 1 | 1 | 1 | 1 | 1 | 1 | 1 | 1 | 1 | 1 | 25 |   |   |
| Résultat | G | D | G | G | G | G | D | G | G | G | G | D | G | G | G | G | G | G | G | N | G | G | G | G | N | G | G |   | —  | — | — |

### Ligue des champions
La Ligue des champions 2019-2020 est la 65e édition de la Ligue des champions, la plus prestigieuse des compétitions européennes inter-clubs. Elle est divisée en deux phases, une phase de groupes, qui consiste en huit mini-championnats de quatre équipes par groupe, les deux premières poursuivant la compétition et la troisième étant repêchée en seizièmes de finale de la Ligue Europa.

#### Parcours en Ligue des champions

##### Phase de groupes
| Rang | Équipe              | Pts | J | G | N | P | Bp | Bc | Diff |  | Résultats (▼ dom., ► ext.) |     |     |     |     |
| ---- | ------------------- | --- | - | - | - | - | -- | -- | ---- |  | -------------------------- | --- | --- | --- | --- |
| 1    | Paris Saint-Germain | 16  | 6 | 5 | 1 | 0 | 17 | 2  | +15  |  | Paris Saint-Germain        |     | 3-0 | 1-0 | 5-0 |
| 2    | Real Madrid         | 11  | 6 | 3 | 2 | 1 | 14 | 8  | +6   |  | Real Madrid                | 2-2 |     | 2-2 | 6-0 |
| 3    | Club Bruges         | 3   | 6 | 0 | 3 | 3 | 4  | 11 | -7   |  | Club Bruges                | 0-5 | 1-3 |     | 0-0 |
| 4    | Galatasaray SK      | 2   | 6 | 0 | 2 | 4 | 1  | 8  | -7   |  | Galatasaray SK             | 0-1 | 0-1 | 1-1 |     |

##### Phase finale

###### Contexte et préparation de la reprise de la compétition
Le 18 mars 2020, l'UEFA annonce la suspension de l'édition 2019-2020 de la Ligue des Champions, affectée par l'évolution croissante de la pandémie de Covid-19 en Europe. À ce moment-là, le Paris Saint-Germain est qualifié pour les quarts de finale de la compétition. Battu au match aller des huitièmes de finale par le Borussia Dortmund au stade Iduna Park à Dortmund sur le score de 2-1, les Parisiens ont renversé la vapeur au match retour en s'imposant 2-0 au Parc des Princes. Le 13 juin, l'UEFA précise les modalités de reprise de la compétition : la fin de la Ligue des Champions se déroulera à Lisbonne au Portugal au mois d'août, sous la forme d'un Final 8. À l'origine, la finale de la compétition devait se dérouler à Istanbul mais l'UEFA a préférer Lisbonne pour des raisons sanitaires et logistiques. Le Portugal a été l'un des pays encensés par sa gestion de la crise du coronavirus et l'un des moins touchés en Europe. De plus, la capitale portugaise compte deux stades importants : le stade de Luz, antre du Benfica Lisbonne et le stade José Alvalade, qui accueille habituellement les matchs du Sporting Portugal. 
Les quatre derniers matchs de huitième de finale retour sont disputés les 7 et 8 août, tandis que les quarts et demi-finales abandonnent le format aller-retour et se dérouleront sur un match unique entre le 12 et le 19 août. La finale aura lieu le 23 août au stade de Luz. Un protocole sanitaire très strict vient encadrer la fin des compétitions européennes. Chaque rencontre se déroulera à huis clos, pour limiter les risques de contaminations. Un premier test PCR, visant à déterminer si une personne est atteinte du Covid-19, doit avoir lieu entre le quatorzième et le dixième jour précédant la date du match, et doit être effectué sur chaque joueur ou membre du staff. Un second test est exigé deux ou trois jours avant le match et un troisième la veille de la rencontre. Ce protocole s'applique pour chaque match de la Ligue des Champions et pour chaque équipe. De plus, un ultime test doit avoir lieu avant que l'équipe ne quitte le Portugal. Les délégations de chaque club, habituellement composées d'une centaine de personnes, sont limitées à soixante, joueurs, membres du staff et encadrants inclus. Et seules quarante-cinq personnes de ce groupe pourront accéder à ce que l'UEFA nomme la zone 1 du stade, incluant le vestiaire, le banc de touche et les sièges des tribunes réservées aux joueurs et au staff.

###### Quart de finale face à l'Atalanta Bergame
Le tirage au sort visant à déterminer les confrontations des quarts et demi-finales se tient à Nyon, en Suisse, le 10 juillet 2020. L'équipe du Paris Saint-Germain est désignée pour affronter l'Atalanta Bergame, vainqueur du Valence FC en huitième de finale (4-1, 4-3), le 12 août 2020 à Estádio da Luz à Lisbonne, pour ce qui sera le premier match de reprise de la compétition. Pour préparer cette rencontre, les Rouge et Bleu se rendront à Faro, en région d'Algarve dans le sud du Portugal, du 8 au 11 août 2020 pour se préparer au mieux physiquement et s'adapter aux chaleurs du sud de l'Europe. Le 11 août, veille du match contre l'Atalanta, ils quitteront Faro pour se rendre à Lisbonne, où l'UEFA a attribué à chacune des huit équipes encore en lice un centre d'entraînement différent pour éviter autant que possible les contacts entre les différents clubs. Le PSG occupera l'Academia Sporting, infrastructures appartenant au Sporting Portugal et situé à Alcochete, situé à une trentaine de kilomètres de Lisbonne. 
Le 12 août, le Paris Saint-Germain affronte donc l'Atalanta Bergame. Pour ce quart de finale, le club est privé de Marco Verratti, blessé, ainsi que d'Ángel Di María, suspendu en raison d'un carton jaune pris lors du huitième de finale retour contre le Borussia Dortmund. Dès la vingt-septième minute de jeu, Mario Pašalić donne l'avantage aux Bergamasques d'une frappe enroulée qui termine dans la lucarne de Keylor Navas. Dominé en première mi-temps, les Parisiens haussent leur niveau de jeu en seconde période. Finalement, Marquinhos égalise à la quatre-vingt-dixième minute en reprenant rapidement un centre de son coéquipier brésilien Neymar. Eric Maxim Choupo-Moting inscrit le but de la victoire dans le temps additionnel grâce à une passe décisive de Kylian Mbappé, entrée en jeu à la place de Pablo Sarabia à l'heure de jeu. Le match se termine donc sur le score de 2-1, en faveur des Rouge et Bleu. Pour la deuxième fois de son histoire, le PSG se qualifie pour les demi-finales de Ligue des Champions, après une première participation en 1995, où le club avait échoué face à l'AC Milan (0-3), tenant du titre. 
Le PSG devient le quatrième club de l'histoire de la Ligue des Champions à être mené jusqu'à la quatre-vingt-dixième minute de jeu et à s'imposer sans l'aide des prolongations. L'international brésilien Neymar est désigné comme homme du match de ce quart de finale, étant impliqué dans les deux buts parisiens et s'étant montré particulièrement actif sur le front de l'attaque. Il décide cependant de laisser ce trophée à Eric Maxim Choupo-Moting, également acteur des de la remontée des Rouge et Bleu. Neymar est également nommé comme étant le meilleur joueur des quarts de finale de la compétition. Lors ce match, le gardien de but Keylor Navas se blesse et est contraint de laisser sa place à sa doublure espagnole, Sergio Rico. Des examens complémentaires démontrent que le portier costaricien souffre d'une lésion aux ischio-jambiers, mettant sa participation en doute pour la suite de la compétition. Le 14 août, le PSG décide d'appeler Garissone Innocent dans le groupe professionnel, pour pallier l'éventuelle absence de Navas.

###### Demi-finale face au RB Leipzig
Le 13 août, le lendemain de la victoire du Paris Saint-Germain sur l'Atalanta Bergame, le RB Leipzig s'impose face à l'Atlético Madrid (2-1) et rejoint le club parisien pour la première demi-finale de l'édition 2019-2020 de la Ligue des Champions. Les deux formations se disputeront une place pour la finale le 18 août, tandis que l'Olympique lyonnais affrontera le Bayern Munich le 19 août. Pour la première fois dans l'histoire de la compétition européenne, deux clubs français vont disputer une demi-finale de Ligue des Champions la même année, Lyon ayant battu Manchester City (3-1) en quart de finale le 15 août. C'est également la première fois depuis la saison 1990-1991 qu'aucun club espagnol, italien ou anglais n'est présent dans le dernier carré de la compétition, où l'Olympique de Marseille, le Bayern Munich, l'Étoile rouge de Belgrade et le Spartak Moscou étaient les quatre demi-finalistes.
Le 18 août a donc lieu la demi-finale opposant le club parisien au RB Leipzig. Après le forfait de Keylor Navas, c'est le gardien de but espagnol Sergio Rico qui commence la rencontre. Les deux milieux de terrain Marco Verratti et Idrissa Gueye sont également blessés, et laissent leur place à Ander Herrera et Leandro Paredes. Mauro Icardi, auteur d'une prestation peu convaincante contre l'Atalanta Bergame d'après son entraîneur Thomas Tuchel, est laissé sur le banc. C'est Kylian Mbappé qui occupe la pointe de l'attaque, aux côtés de Neymar et Ángel Di María, qui réintègre le onze de départ après sa suspension. Lors de ce match, Marquinhos ouvre le score pour le PSG dès la treizième minute de jeu. Servi par son coéquipier argentin Di María sur coup franc, le Brésilien marque d'une tête au premier poteau. Les Parisiens doublent la mise à la quarante-deuxième minute. Après une relance ratée du gardien de but lipsien Péter Gulácsi, Paredes intercepte le ballon avant de le passer à Neymar, qui dévie la balle en direction de Di María. Le natif de Rosario inscrit le but du 2-0. Di María effectue une nouvelle passe décisive sur un centre pour le latéral gauche Juan Bernat, qui marque d'une tête décroisée à la cinquante-cinquième minute. Pour la première fois de son histoire, le Paris Saint-Germain accède à la finale de la Ligue des Champions en s'imposant sur le score de 3-0.

##### Finale face au Bayern Munich
Le 19 août, le Bayern Munich s'impose face à l'Olympique lyonnais sur le score de 3-0, dans l'autre demi-finale de Ligue des Champions. Le club bavarois rejoint donc le Paris Saint-Germain en finale. Il s'agit de la troisième équipe allemande qu'affrontent les Rouge et Bleu en phase finale de C1, après le Borussia Dortmund en huitième de finale et le RB Leipzig en demi-finale. Ces trois équipes sont aussi les trois premières de l'édition 2019-2020 de la Bundesliga, et trois des quatre qualifiés, avec le Borussia Mönchengladbach, pour l'édition 2020-2021 de la Ligue des Champions.

#### Coefficient UEFA
Ce classement permet de déterminer les têtes de séries dans les compétitions européennes, plus les clubs gagnent des matches dans ces compétitions, plus leur coefficient sera élevé. Mise à jour chaque 1er de mois.
Coefficient UEFA du Paris Saint Germain :
|       | juillet | août | sept. | oct. | nov. | déc. | janv. | févr. | mars | avr. | mai | juin |
| coef. | 86.0    | 86.0 | 86.0  | -    | -    | -    | -     | -     | -    | -    | -   | -    |
| place | 7e      | 7e   | 7e    | -    | -    | -    | -     | -     | -    | -    | -   | -    |

### Coupe de France
La coupe de France 2019-2020 est la 103e édition de la coupe de France, une compétition à élimination directe mettant aux prises tous les clubs de football amateurs et professionnels à travers la France métropolitaine et les DOM-TOM. Elle est organisée par la FFF et ses ligues régionales. Le tenant du titre est le Stade rennais qui l'a gagné aux dépens du PSG, qui l'avait remporté 4 fois consécutivement (entre 2015 et 2018). Le club parisien détient le record de victoires, au nombre de douze, dans cette compétition, à deux unités devant l'Olympique de Marseille.
Le 24 juillet, le Paris Saint-Germain joue la finale de la Coupe de France 2019-2020 au Stade de France, initialement prévu le 25 avril 2020, contre l'AS Saint-Étienne. Il s'agit du premier match officiel des Rouge et Bleu depuis le 11 mars, date du quart de finale retour de Ligue des Champions contre le Borussia Dortmund, et également la première rencontre officielle du football français depuis le déconfinement. Cette finale expérimente aussi un changement dans les règles du football. Après la pandémie de Covid-19 en France, l'IFAB (International Football Association Board), l’organisme qui édicte les lois du jeu dans le football a décidé d'inclure la possibilité d'effectuer cinq changements au cours d'un seul match, contre trois auparavant. Ce changement a pour but de prévenir le risque de blessure lié à l’accumulation de match sur un temps réduit. Il sera effectif sur toute la saison 2020-2021. La crise du coronavirus bouleverse également l'organisation du match, seuls 4 100 spectateurs étaient présents alors que le stade de France comprend habituellement 80 000 places. De plus, l’équipe victorieuse n'est pas montée dans la tribune présidentielle pour se voir remettre la Coupe de France et il n'y a pas eu de contact entre les joueurs et le Président de la République Emmanuel Macron, contrairement à ce que veut la tradition. 
Au terme d'une rencontre très disputée, neuf cartons jaunes et un carton rouge ont été distribués aux deux équipes, le PSG s'impose sur le score de 1-0, grâce à un unique but de Neymar à la 14ème minute. L'international brésilien reprend un ballon fuyant juste après une frappe de Kylian Mbappé détourné par le gardien Jessy Moulin. Cette rencontre est marquée par deux blessures côté parisien. Thilo Kehrer est remplacé par Colin Dagba à la 20ème après un choc à la jambe. Kylian Mbappé est, lui, remplacé par Pablo Sarabia à la 33ème après un tacle appuyé de Loïc Perrin, qui est expulsé par l’arbitre pour son dernier match sous les couleurs de l'AS Saint-Étienne. Au terme de la rencontre, les Parisiens s’adjugent la treizième Coupe de France de leur histoire et récupèrent le titre, après l'avoir perdu l'an passé face au Stade rennais. Thiago Silva, Marquinhos, Presnel Kimpembe et Marco Verratti gagnent la cinquième Coupe de France de leur carrière et égale le record de Marceau Sommerlinck (cinq éditions remportées avec le LOSC Lille en 1946, 1947, 1948, 1953 et 1955), Dominique Bathenay (avec Saint-Étienne en 1974, 1975 et 1977, puis le PSG en 1982 et 1983) et Alain Roche (avec Bordeaux en 1986 et 1987, puis avec le PSG en 1993, 1995 et 1998).   

### Coupe de la Ligue
La coupe de la Ligue 2019-2020 est la 26e édition de la Coupe de la Ligue, compétition à élimination directe organisée par la Ligue de football professionnel (LFP) depuis 1994, qui rassemble uniquement les clubs professionnels de Ligue 1, Ligue 2 et National. Depuis 2009, la LFP a instauré un nouveau format de coupe plus avantageux pour les équipes qualifiées pour une coupe d'Europe avec une entrée en huitièmes de finale, ce qui est le cas pour le PSG. Le Paris Saint-Germain a perdu son titre la saison passée après avoir remporté la Coupe de la Ligue cinq fois consécutivement, en 2014, 2015, 2016, 2017 et 2018. Le club parisien détient le record de victoires, au nombre de huit, dans cette compétition, à cinq unités devant l'Olympique de Marseille et les Girondins de Bordeaux. 
Le 31 juillet, les Parisiens affrontent l'Olympique lyonnais au Stade de France à l'occasion de la finale de la Coupe de la Ligue 2019-2020, initialement prévu le 4 avril 2020. Cette finale est le dernier match de l'histoire de la Coupe de la Ligue. En effet, le conseil d’administration de la LFP a voté la suppression de la compétition à l'issue de la saison 2019-2020, personne n'ayant répondu à son appel d'offres de diffusion télévisuelle en décembre 2018, couvrant la période 2020-2024. Après un match disputé, ni Lyon ni le PSG n'a réussi à marquer le moindre but et le score est toujours de 0 - 0 à l'issue des prolongations. La finale de la Coupe de la Ligue se dispute donc aux tirs au but. C'est finalement le gardien de but parisien Keylor Navas qui débloque la situation du match en stoppant le sixième penalty lyonnais, tiré par Bertrand Traoré, avant que Pablo Sarabia ne réussisse le sien face à Anthony Lopes. Le Paris Saint-Germain s’adjuge ainsi la neuvième Coupe de la Ligue de son histoire et réussit à remporter les quatre compétitions nationales françaises, avec la Ligue 1, la Coupe de France et le Trophée des Champions. Ce quadruplé n'est que le quatrième de l'histoire en France, le club parisien avait déjà réussi cette performance en 2015, 2016 et 2018.  
Comme lors de la finale de la Coupe de France une semaine plus tôt, l'accès au Stade de France était limité en raison de la pandémie de Covid-19 et seuls 3 500 spectateurs ont assisté à la victoire parisienne. Cette rencontre est aussi marquée par les blessures côté parisien. Les deux défenseurs brésiliens Thiago Silva et Marquinhos sortent en cours de match, remplacés par Leandro Paredes et Abdou Diallo, et l'avant-centre Mauro Icardi laisse sa place à Pablo Sarabia.Thomas Tuchel, l'entraîneur du PSG, se veut alors rassurant et avance que les deux défenseurs n'ont eu rien d'autresque des crampes et que leur participation à la fin de la campagne de Ligue des Champions n'est pas remise en cause. Le coach ne se montre pas non plus inquiet concernant l'attaquant argentin et estime qu'il manque simplement de rythme,. Layvin Kurzawa est également blessé et remplacé Thilo Kehrer. L'international français est victime d'une lésion musculaire à la cuisse.  

## Joueurs et encadrement technique

### Encadrement technique
L'équipe parisienne est entraînée par l'allemand Thomas Tuchel. Entraîneur de 45 ans en début de saison, il commence sa carrière à Mayence en 2009. Tout juste promu, il stabilise le club en Bundesliga et le qualifie même en Ligue Europa à deux reprises avant de partir en 2014. Un an plus tard, il rejoint le Borussia Dortmund succédant à nouveau à Jürgen Klopp, entraîneur charismatique du club de la Ruhr (qui était aussi passé par Mayence). Sous la direction de Tuchel, le BVB s'affirme comme l'un des meilleurs clubs d'Allemagne derrière l'intouchable Bayern Munich. Il remporte une coupe d'Allemagne en 2017 face à ces mêmes bavarois. Il est cependant licencié à l'issue de sa deuxième saison malgré le meilleur pourcentage de victoire de l'histoire du club. Après une saison sans club, Il est nommé le 7 juin 2018 comme le successeur d’Unai Emery à la tête de l'équipe parisienne.

### Effectif professionnel
Le tableau suivant liste l'effectif professionnel du PSG pour la saison 2019-2020
Les * désignent les joueurs arrivés en fin de contrat le 30 juin 2020 qui n'ont pas souhaité prolonger pour disputer les derniers matchs de la saison en juillet et août.

### Joueurs prêtés
| N° | P. | Nat. | Nom             | Club en prêt      | Compétition   | Championnat | Championnat | Championnat | Championnat  | Coupe d'Europe | Coupe d'Europe | Coupe d'Europe | Coupe d'Europe | Coupes nationales | Coupes nationales | Coupes nationales | Coupes nationales | Total | Total | Total  | Total        |
| N° | P. | Nat. | Nom             | Club en prêt      | Compétition   | MJ          | B           | Averti      | Carton rouge | MJ             | B              | Averti         | Carton rouge   | MJ                | B                 | Averti            | Carton rouge      | MJ    | B     | Averti | Carton rouge |
| -- | -- | ---- | --------------- | ----------------- | ------------- | ----------- | ----------- | ----------- | ------------ | -------------- | -------------- | -------------- | -------------- | ----------------- | ----------------- | ----------------- | ----------------- | ----- | ----- | ------ | ------------ |
| 1  | G  |      | Alphonse Areola | Real Madrid       | La Liga       | 1           | 0           | 0           | 0            | 1              | 0              | 0              | 0              | 0                 | 0                 | 0                 | 0                 | 2     | 0     | 0      | 0            |
| 21 | A  |      | Jesé            | Sporting Portugal | Primeira Liga | 3           | 0           | 0           | 0            | 0              | 0              | 0              | 0              | 2                 | 0                 | 0                 | 0                 | 4     | 0     | 0      | 0            |

## Statistiques

### Statistiques collectives
| Compétition           | Débute au tour   | Termine   | Matches joués | Gagnés | Nuls | Perdus | Buts pour | Buts contre | Différence |
| --------------------- | ---------------- | --------- | ------------- | ------ | ---- | ------ | --------- | ----------- | ---------- |
| Trophée des champions | Finale           | Vainqueur | 1             | 1      | 0    | 0      | 2         | 1           | +1         |
| Ligue 1               | -                | Vainqueur | 27            | 22     | 2    | 3      | 75        | 24          | +51        |
| Ligue des champions   | Phase de groupes | Finale    | 11            | 8      | 1    | 2      | 25        | 6           | +19        |
| Coupe de la Ligue     | 1/8 de finale    | Vainqueur | 4             | 3      | 1    | 0      | 13        | 2           | +11        |
| Coupe de France       | 1/32 de finale   | Vainqueur | 6             | 6      | 0    | 0      | 21        | 2           | +19        |
| Total                 | -                | -         | 49            | 40     | 4    | 5      | 136       | 35          | +101       |

### Statistiques individuelles
(Mis à jour le 11 mars 2020)
| Numéro | Nat. | Nom           | Championnat | Championnat | Championnat    | Championnat | Championnat  | Ligue des champions | Ligue des champions | Ligue des champions | Ligue des champions | Ligue des champions | Coupe de France | Coupe de France | Coupe de France | Coupe de France | Coupe de France | Coupe de la Ligue | Coupe de la Ligue | Coupe de la Ligue | Coupe de la Ligue | Coupe de la Ligue | Trophée des champions | Trophée des champions | Trophée des champions | Trophée des champions | Trophée des champions | Total | Total       | Total          | Total  | Total        |
| Numéro | Nat. | Nom           | M.j.        | But inscrit | Passe décisive | Averti      | Carton rouge | M.j.                | But inscrit         | Passe décisive      | Averti              | Carton rouge        | M.j.            | But inscrit     | Passe décisive  | Averti          | Carton rouge    | M.j.              | But inscrit       | Passe décisive    | Averti            | Carton rouge      | M.j.                  | But inscrit           | Passe décisive        | Averti                | Carton rouge          | M.j.  | But inscrit | Passe décisive | Averti | Carton rouge |
| ------ | ---- | ------------- | ----------- | ----------- | -------------- | ----------- | ------------ | ------------------- | ------------------- | ------------------- | ------------------- | ------------------- | --------------- | --------------- | --------------- | --------------- | --------------- | ----------------- | ----------------- | ----------------- | ----------------- | ----------------- | --------------------- | --------------------- | --------------------- | --------------------- | --------------------- | ----- | ----------- | -------------- | ------ | ------------ |
| 1      |      | Navas         | 21          | -18         | 0              | 0           | 0            | 7                   | -2                  | 0                   | 0                   | 0                   | 2               | -2              | 0               | 0               | 0               | 1                 | 0                 | 0                 | 0                 | 0                 | 0                     | 0                     | 0                     | 0                     | 0                     | 31    | -22         | 0              | 0      | 0            |
| 2      |      | Silva         | 21          | 0           | 0              | 1           | 0            | 6                   | 0                   | 0                   | 0                   | 0                   | 2               | 1               | 1               | 0               | 0               | 0                 | 0                 | 0                 | 0                 | 0                 | 1                     | 0                     | 0                     | 0                     | 0                     | 30    | 1           | 1              | 1      | 0            |
| 3      |      | Kimpembe      | 16          | 0           | 0              | 6           | 0            | 7                   | 0                   | 0                   | 0                   | 0                   | 0               | 0               | 0               | 0               | 0               | 1                 | 0                 | 0                 | 0                 | 0                 | 0                     | 0                     | 0                     | 0                     | 0                     | 24    | 0           | 0              | 6      | 0            |
| 4      |      | Kehrer        | 7           | 1           | 0              | 0           | 0            | 2                   | 0                   | 0                   | 0                   | 0                   | 4               | 0               | 0               | 0               | 0               | 2                 | 0                 | 0                 | 0                 | 0                 | 1                     | 0                     | 0                     | 0                     | 0                     | 16    | 1           | 0              | 0      | 0            |
| 5      |      | Marquinhos    | 19          | 3           | 0              | 1           | 0            | 8                   | 0                   | 0                   | 1                   | 0                   | 1               | 0               | 0               | 0               | 0               | 3                 | 1                 | 0                 | 0                 | 0                 | 1                     | 0                     | 0                     | 0                     | 0                     | 32    | 4           | 0              | 2      | 0            |
| 6      |      | Verratti      | 20          | 0           | 5              | 5           | 0            | 7                   | 0                   | 0                   | 3                   | 0                   | 2               | 0               | 0               | 0               | 0               | 3                 | 0                 | 1                 | 2                 | 0                 | 1                     | 0                     | 0                     | 0                     | 0                     | 33    | 0           | 6              | 10     | 0            |
| 7      |      | Mbappé        | 20          | 18          | 5              | 0           | 0            | 6                   | 5                   | 4                   | 1                   | 0                   | 2               | 4               | 1               | 1               | 0               | 3                 | 2                 | 3                 | 1                 | 0                 | 1                     | 1                     | 0                     | 1                     | 0                     | 32    | 30          | 13             | 4      | 0            |
| 8      |      | Paredes       | 17          | 0           | 0              | 2           | 0            | 3                   | 0                   | 0                   | 0                   | 0                   | 4               | 1               | 0               | 2               | 0               | 3                 | 0                 | 0                 | 0                 | 0                 | 1                     | 0                     | 0                     | 0                     | 0                     | 28    | 1           | 0              | 4      | 0            |
| 9      |      | Cavani        | 14          | 4           | 1              | 3           | 0            | 3                   | 1                   | 0                   | 0                   | 0                   | 3               | 2               | 1               | 0               | 0               | 1                 | 0                 | 0                 | 0                 | 0                 | 1                     | 0                     | 0                     | 0                     | 0                     | 22    | 7           | 2              | 3      | 0            |
| 10     |      | Neymar Jr     | 15          | 13          | 6              | 4           | 1            | 4                   | 3                   | 2                   | 2                   | 0                   | 1               | 1               | 0               | 1               | 0               | 2                 | 1                 | 1                 | 0                 | 0                 | 0                     | 0                     | 0                     | 0                     | 0                     | 22    | 18          | 9              | 7      | 1            |
| 11     |      | Di María      | 26          | 8           | 14             | 2           | 0            | 7                   | 2                   | 4                   | 3                   | 0                   | 1               | 0               | 0               | 0               | 0               | 2                 | 1                 | 2                 | 0                 | 0                 | 1                     | 1                     | 0                     | 1                     | 0                     | 37    | 12          | 20             | 6      | 0            |
| 12     |      | Meunier       | 16          | 0           | 2              | 3           | 0            | 5                   | 1                   | 1                   | 3                   | 0                   | 3               | 0               | 0               | 1               | 0               | 2                 | 0                 | 1                 | 0                 | 0                 | 1                     | 0                     | 0                     | 1                     | 0                     | 27    | 1           | 4              | 8      | 0            |
| 14     |      | Bernat        | 18          | 0           | 4              | 5           | 0            | 7                   | 1                   | 2                   | 2                   | 0                   | 2               | 0               | 0               | 0               | 0               | 1                 | 0                 | 0                 | 0                 | 0                 | 1                     | 0                     | 0                     | 1                     | 0                     | 29    | 1           | 6              | 8      | 0            |
| 16     |      | Areola        | 3           | -2          | 0              | 0           | 0            | 0                   | 0                   | 0                   | 0                   | 0                   | 0               | 0               | 0               | 0               | 0               | 0                 | 0                 | 0                 | 0                 | 0                 | 1                     | -1                    | 0                     | 0                     | 0                     | 4     | -3          | 0              | 0      | 0            |
| 16     |      | Rico          | 2           | -4          | 0              | 0           | 0            | 1                   | 0                   | 0                   | 0                   | 0                   | 3               | 0               | 0               | 0               | 0               | 2                 | -2                | 0                 | 0                 | 0                 | 0                     | 0                     | 0                     | 0                     | 0                     | 8     | -6          | 0              | 0      | 0            |
| 17     |      | Choupo-Moting | 9           | 3           | 1              | 0           | 0            | 3                   | 0                   | 0                   | 1                   | 0                   | 3               | 1               | 0               | 0               | 0               | 2                 | 1                 | 0                 | 0                 | 0                 | 0                     | 0                     | 0                     | 0                     | 0                     | 17    | 5           | 1              | 1      | 0            |
| 18     |      | Icardi        | 20          | 12          | 2              | 0           | 0            | 6                   | 5                   | 0                   | 1                   | 0                   | 3               | 0               | 1               | 0               | 0               | 2                 | 3                 | 1                 | 0                 | 0                 | 0                     | 0                     | 0                     | 0                     | 0                     | 31    | 20          | 4              | 1      | 0            |
| 19     |      | Sarabia       | 21          | 4           | 3              | 1           | 0            | 7                   | 2                   | 2                   | 0                   | 0                   | 5               | 7               | 1               | 0               | 0               | 2                 | 1                 | 0                 | 0                 | 0                 | 1                     | 0                     | 1                     | 1                     | 0                     | 36    | 14          | 7              | 2      | 0            |
| 20     |      | Kurzawa       | 14          | 1           | 0              | 4           | 0            | 3                   | 0                   | 0                   | 1                   | 0                   | 5               | 0               | 1               | 1               | 0               | 1                 | 0                 | 0                 | 0                 | 0                 | 0                     | 0                     | 0                     | 0                     | 0                     | 23    | 1           | 1              | 6      | 0            |
| 21     |      | Herrera       | 8           | 1           | 1              | 0           | 0            | 3                   | 0                   | 0                   | 1                   | 0                   | 4               | 0               | 0               | 0               | 0               | 2                 | 0                 | 0                 | 0                 | 0                 | 1                     | 0                     | 0                     | 0                     | 0                     | 18    | 1           | 1              | 1      | 0            |
| 22     |      | Diallo        | 16          | 0           | 1              | 4           | 0            | 3                   | 0                   | 0                   | 0                   | 0                   | 1               | 0               | 0               | 0               | 0               | 1                 | 0                 | 0                 | 0                 | 0                 | 1                     | 0                     | 0                     | 0                     | 0                     | 22    | 0           | 1              | 4      | 0            |
| 23     |      | Draxler       | 11          | 0           | 4              | 4           | 0            | 2                   | 0                   | 0                   | 0                   | 0                   | 4               | 0               | 2               | 0               | 0               | 2                 | 0                 | 0                 | 1                 | 0                 | 0                     | 0                     | 0                     | 0                     | 0                     | 19    | 0           | 6              | 5      | 0            |
| 25     |      | Bakker        | 1           | 0           | 0              | 1           | 0            | 0                   | 0                   | 0                   | 0                   | 0                   | 2               | 0               | 0               | 0               | 0               | 0                 | 0                 | 0                 | 0                 | 0                 | 0                     | 0                     | 0                     | 0                     | 0                     | 3     | 0           | 0              | 1      | 0            |
| 27     |      | Gueye         | 20          | 1           | 1              | 2           | 0            | 6                   | 0                   | 1                   | 1                   | 0                   | 4               | 0               | 0               | 0               | 0               | 1                 | 0                 | 0                 | 0                 | 0                 | 0                     | 0                     | 0                     | 0                     | 0                     | 31    | 1           | 2              | 3      | 0            |
| 29     |      | Jesé          | 1           | 0           | 0              | 0           | 0            | 0                   | 0                   | 0                   | 0                   | 0                   | 0               | 0               | 0               | 0               | 0               | 0                 | 0                 | 0                 | 0                 | 0                 | 0                     | 0                     | 0                     | 0                     | 0                     | 1     | 0           | 0              | 0      | 0            |
| 30     |      | Bulka         | 1           | 0           | 0              | 0           | 0            | 0                   | 0                   | 0                   | 0                   | 0                   | 0               | 0               | 0               | 0               | 0               | 0                 | 0                 | 0                 | 0                 | 0                 | 0                     | 0                     | 0                     | 0                     | 0                     | 1     | 0           | 0              | 0      | 0            |
| 31     |      | Dagba         | 10          | 0           | 0              | 1           | 0            | 1                   | 0                   | 1                   | 0                   | 0                   | 3               | 0               | 1               | 0               | 0               | 1                 | 0                 | 0                 | 0                 | 0                 | 0                     | 0                     | 0                     | 0                     | 0                     | 15    | 0           | 2              | 1      | 0            |
| 33     |      | Aouchiche     | 1           | 0           | 0              | 0           | 0            | 0                   | 0                   | 0                   | 0                   | 0                   | 2               | 1               | 0               | 0               | 0               | 0                 | 0                 | 0                 | 0                 | 0                 | 0                     | 0                     | 0                     | 0                     | 0                     | 3     | 1           | 0              | 0      | 0            |
| 33     |      | Kouassi       | 6           | 2           | 0              | 1           | 0            | 2                   | 0                   | 0                   | 0                   | 0                   | 3               | 0               | 0               | 0               | 0               | 2                 | 1                 | 1                 | 1                 | 0                 | 0                     | 0                     | 0                     | 0                     | 0                     | 13    | 3           | 1              | 2      | 0            |
| 33     |      | Zagre         | 1           | 0           | 0              | 0           | 0            | 0                   | 0                   | 0                   | 0                   | 0                   | 0               | 0               | 0               | 0               | 0               | 0                 | 0                 | 0                 | 0                 | 0                 | 0                     | 0                     | 0                     | 0                     | 0                     | 1     | 0           | 0              | 0      | 0            |
| 36     |      | Mbe Soh       | 1           | 0           | 0              | 0           | 0            | 0                   | 0                   | 0                   | 0                   | 0                   | 0               | 0               | 0               | 0               | 0               | 0                 | 0                 | 0                 | 0                 | 0                 | 0                     | 0                     | 0                     | 0                     | 0                     | 1     | 0           | 0              | 0      | 0            |

#### Onze de départ (toutes compétitions)
(Mis à jour le 23 août 2020)
| \| No. \| Pos. \| Joueur \| Titulaire \| Notes \| \| --- \| ---- \| ---------------- \| --------- \| --------------------------------------------------------- \| \| 1 \| GB \| Keylor Navas \| 34 \| Rico a 9 titularisations \| \| 2 \| DC \| Thiago Silva \| 32 \| Kouassi a 8 titularisations \| \| 3 \| DC \| Presnel Kimpembe \| 26 \| Diallo a 8 titularisations \| \| 12 \| DD \| Thomas Meunier \| 23 \| Kherer a 16 titularisations Dagba a 12 titularisations \| \| 14 \| DG \| Juan Bernat \| 28 \| Kurzawa a 17 titularisations \| \| 5 \| MD \| Marquinhos \| 34 \| Paredes a 17 titularisations Herrera a 13 titularisations \| \| 27 \| MD \| Idrissa Gueye \| 31 \| Verratti a 26 titularisations \| \| 11 \| AiD \| Ángel Di María \| 37 \| Sarabia a 24 titularisations \| \| 10 \| AiG \| Neymar Jr \| 26 \| Draxler a 11 titularisations \| \| 18 \| AC \| Mauro Icardi \| 27 \| Cavani a 11 titularisations \| \| 7 \| AC \| Kylian Mbappé \| 29 \| Choupo-Moting a 8 titularisations \| | Navas Silva (C) Kimpembe Meunier Bernat Marquinhos Gueye Di María Neymar Jr Icardi Mbappé |                  |           |                                                           |
| No. | Pos.                                                                                      | Joueur           | Titulaire | Notes                                                     |
| 1 | GB                                                                                        | Keylor Navas     | 34        | Rico a 9 titularisations                                  |
| 2 | DC                                                                                        | Thiago Silva     | 32        | Kouassi a 8 titularisations                               |
| 3 | DC                                                                                        | Presnel Kimpembe | 26        | Diallo a 8 titularisations                                |
| 12 | DD                                                                                        | Thomas Meunier   | 23        | Kherer a 16 titularisations Dagba a 12 titularisations    |
| 14 | DG                                                                                        | Juan Bernat      | 28        | Kurzawa a 17 titularisations                              |
| 5 | MD                                                                                        | Marquinhos       | 34        | Paredes a 17 titularisations Herrera a 13 titularisations |
| 27 | MD                                                                                        | Idrissa Gueye    | 31        | Verratti a 26 titularisations                             |
| 11 | AiD                                                                                       | Ángel Di María   | 37        | Sarabia a 24 titularisations                              |
| 10 | AiG                                                                                       | Neymar Jr        | 26        | Draxler a 11 titularisations                              |
| 18 | AC                                                                                        | Mauro Icardi     | 27        | Cavani a 11 titularisations                               |
| 7 | AC                                                                                        | Kylian Mbappé    | 29        | Choupo-Moting a 8 titularisations                         |

## Affluence et télévision

### Affluence
Affluence du Paris SG à domicile